# Raymond IV van Tripoli
Raymond (de Guiscard) van Antiochië (? - juni 1199) was als Raymond IV, graaf van Tripoli (1187 - 1189) en prins-regent van Antiochië (1193 - 1194).
Raymond was waarschijnlijk de oudste zoon van Bohemund III van Antiochië en Orgueilleuse d'Harenc, maar door het ontbreken van een geboortedatum heerst daar nog onduidelijkheid over. Toen Raymond III van Tripoli zonder erfgenamen in 1187 stierf, liet hij zijn graafschap na aan Raymond, die een peetzoon van hem was. Twee jaar later - Raymond was inmiddels al twee jaar graaf van Tripoli - koesterde zijn vader Bohemund (III), om onduidelijke redenen, de wens Raymond wat dichter bij de troon van Antiochië te houden en haalde hem terug. Hij stuurde vervolgens zijn tweede zoon Bohemund IV als regent naar Tripoli.
Raymond verving zijn vader als regent van Antiochië tussen 1193-1194, toen deze gevangen was genomen door Leo II van Armenië. De vrede werd gesloten met een huwelijk tussen Raymond en een nicht van Leo II, genaamd Alice (Alix) van Armenië. Raymond overleed in 1199, waarschijnlijk in een gevecht. In datzelfde jaar werd ook zijn enige rechtmatige troonopvolger geboren, Raymond-Roupen, die later de troon van Bohemund IV op zou eisen.